# Anthony Hernandez (futbolista)
Anthony Alland Hernández (Gibraltar; 3 de febrero de 1995) es un futbolista gibraltareño que juega como centrocampista ofensivo en el FCB Magpies. También es miembro de la selección nacional de Gibraltar. Su hermano menor, Andrew "Pishu" Hernández, también ha jugado con la selección nacional.

## Carrera internacional
Hernández debutó como internacional con Gibraltar en un partido no oficial contra las Islas Feroe el 11 de marzo de 2011, dos años antes de su primer partido internacional oficial, entrando como suplente y marcando en la victoria por 3-0, y al hacerlo, con 16 años y 36 días, se convirtió en el tercer goleador más joven de la historia del fútbol internacional europeo, oficial o no, solo por detrás de Samuel Johnston (15 años y 160 días) y József Horváth (16 años y 12 días).
Hernández fue convocado por primera vez con la selección absoluta oficial de Gibraltar en febrero de 2014 para los amistosos contra las Islas Feroe y Estonia del 1 y 5 de marzo de 2014. Debutó como internacional con Gibraltar el 1 de marzo de 2014 en una derrota en casa por 4-1 contra las Islas Feroe como suplente en el minuto 71. Fue convocado con la selección de desarrollo de Gibraltar para los Juegos de las Islas de 2015 en junio de 2015. Marcó su primer gol con la selección absoluta el 9 de junio de 2017 contra Chipre.

#### Goles internacionales
| N.º | Fecha              | Sede                            | Rival  | Marcador | Resultado | Competición                                                  |
| --- | ------------------ | ------------------------------- | ------ | -------- | --------- | ------------------------------------------------------------ |
| 1   | 9 de junio de 2017 | Estádio Algarve, Faro, Portugal | Chipre | 1 - 1    | 1 - 2     | Clasificación de UEFA para la Copa Mundial de Fútbol de 2018 |

## Vida privada
El hermano menor de Hernández, Andrew, también es futbolista y juega con la selección nacional de Gibraltar.